# قائمة أعمال ليوناردو دا فينشي
هذه هي قائمة اللوحات التي تنسب إلى ليوناردو دا فينشي، (المعمد ليوناردو دي سير بييرو دا فينشي) (أبريل 15، 1452 - 2 مايو 1519)، وهو أحد الفنانين البارزين في عصر النهضة أو ما يسمى بعصر النهضة العليا. وتعزى إليه عموما خمس عشر لوحة أو عمل فني، منها ما أكمله بمفرده ومنها ما شارك في جزء كبير منه، ومعظم الأعمال إما لوحات أو لوحات جدارية، بعض الأعمال هي رسومات على الورق وعملين في المراحل الأولى من الإعداد. وهناك تشكيك في نسبة ست لوحات أخرى إليه، وهناك أربعة أعمال نسبت أخيرًا له بعد الفحص والتدقيق، وهما نسخ من الأعمال المفقودة. تعتمد هذه القائمة على آراء مختلف العلماء في صحة نسبة هذه الأعمال إليه.
وجود عدد قليل من هذه اللوحات يرجع في جزء منه إلى التجارب الكارثية لليوناردو مع استخدامه العديد من التقنيات الجديدة. ومع ذلك، فإن هذا العدد القليل بالإضافة إلى مذكراته التي تحتوي على رسومات ومخططات علمية، وأفكاره عن طبيعة الرسم تشكل مساهمة لأجيال لاحقة من الفنانين لم ينافسه فيها إلا مايكل أنجلو، الفنان الذي عاصره في نفس الحقبة.

## الأعمال الرئيسية
| اسم اللوحة                                          | اللوحة (مرتبة حسب الحجم) | تفاصيل | تاريخ الرسم                                                  | حالة الإسناد                                             | الموقع (مرتبة حسب الدولة)                                                                                 | ملاحظات |
| --------------------------------------------------- | ------------------------ | --- | ------------------------------------------------------------ | -------------------------------------------------------- | --- | --- |
| البشارة                                             | 7004212660000000000♠     | ألوان زيتية على لوحة القياس: 98 × 217 سم                                                                         | ق. 1473–4 (Kemp 2011) ق. 1472–6 (Syson 2011)                 | عمل مشترك بين فروكيو وليوناردو وأضاف إليه فنان آخر لاحقاً | معرض أوفيزي فلورنسا إيطاليا                                                                               | رُسمت هذه اللوحة عندما كان ليوناردو دا فينشي يتدرب عند أندريا دل فروكيو بين عامي 1472-1476، فيما أضيفت الأجنحة لاحقاً بريشة فنان آخر. يحمل الملاك زنبق مادونا الذي يعتبر رمزاً لعذرية مريم ولمدينة فلورنسا أيضاً. ومن المفترض أن ليوناردو نسخ صورة أجنحة طائر في الجو عن تلك التي في الأصل ولكن لاحقاً تم تعديلها بواسطة فنان آخر.وعندما وصلت لوحة البشارة إلى معرض أوفيزي عام 1867، من دير سان بارتولوميو بالقرب من فلورنسا تم إنسابها وإرجاعها إلى دومنيكو غرلاندايو الذي كان مثل ليوناردو متدرباً في ورشة العمل الخاصة بأندريا دل فروكيو. في عام 1869 اعترف بعض النقاد على أنها عمل من أعمال مرحلة الشباب لليوناردو دي فينشي. |
| معمودية المسيح                                      | 7004267270000000000♠     | ألوان زيتية على خشب القياس: 177 × 151 سم                                                                         | ق. 1476 (Kemp 2011)                                          | عمل مشترك بين فيروكيو وليوناردو                          | معرض أوفيزي فلورنسا إيطاليا                                                                               | انتهى رسم لوحة معمودية المسيح عام 1475 في المرسم الخاص برسام عصر النهضة الإيطالي أندريا دل فروكيو ونُسبَ العمل له بالمشاركة مع تلميذه ليوناردو دا فينشي. |
| سيدة القرنفل                                        | 7003294500000000000♠     | ألوان زيتية على لوحة القياس: 62 × 47.5 سم                                                                        | ق. 1475–6 (Kemp 2011) ق. 1477–8 (Syson 2011)                 | إسناد كامل لليوناردو مع بضع لمسات لرسام فلمنكي           | ألت بيناكوثيك ميونخ ألمانيا                                                                               | أُسندت عموما إلى ليوناردو دا فينشي رغم أنه ما تزال هناك شبهة لبعض اللمسات النهائية على اللوحة من قبل رسام فلمنكي |
| جينيفرا دو بينسي                                    | 7003142400000000000♠     | ألوان زيتية على خشب القياس: 38.8 × 36.7 سم, 15.3 × 14.4 إنش                                                      | ق. 1476–8 (Kemp 2011) ق. 1474/8 (Syson 2011)                 | إسناد كامل لليوناردو                                     | المعرض الوطني للفنون واشنطن العاصمة الولايات المتحدة                                                      | أسند غوستاف واغين العمل الفني لليوناردو دافنشي، رغم وجود بعض الشكوك حول نسبة هذا العمل. لكن في العصر الحديث اتفق جميع المهتمين والمحترفين في هذا المجال على نسبة اللوحة إلى ليوناردو بالإضافة إلى اتفاقهم على هوية المرأة الجالسة في اللوحة. |
| السيدة بينويس                                       | 7003163400000000000♠     | ألوان زيتية على قماش القياس: 49.5 × 33 سم                                                                        | ق. 1479–80 (Kemp 2011) ق. 1481 (Syson 2011)                  | إسناد كامل لليوناردو                                     | متحف الإرميتاج سانت بطرسبرغ روسيا                                                                         | أغلب النُّثاد يتفقون أن هذا العمل يتزامن مع مادونا التي ذكرها ليوناردو عام 1478. |
| عشق المجوس                                          | 7004600000000000000♠     | لوحة غير مكتملة على خشب تحتوي على طلاء زيتي وتمبرا القياس: 240 × 250 سم، 96 × 97 إنش                             | ق. 1479–81 (Kemp 2011) ق. 1480–2 (Syson 2011)                | إسناد كامل                                               | معرض أوفيزي فلورنسا إيطاليا                                                                               | أعطي طلب رسم اللوحة لليوناردو بواسطة رهبان أوغسطينيين من سان دوناتو ميلانيزي في فلورنسا، ولكن ليوناردو رحل إلى ميلان في العام التالي، وترك اللوحة لم تكتمل. |
| القديس جيروم في البرية                              | 7003772500000000000♠     | لوحة تحتوي على طلاء زيتي وتمبرا القياس: 103 × 75 سم ، 41 × 30 إنش                                                | ق. 1480–2 (Kemp 2011) ق. 1488–90 (Syson 2011)                | إسناد كامل                                               | متحف الفاتيكان الفاتيكان                                                                                  | |
| مادونا ليتا                                         | 7003138600000000000♠     | لوحة تمبرا (نقلت إلى قماش) القياس: 42 × 33 سم                                                                    | ق. 1481–97 (Kemp 2011) ق. 1491–5 (Syson 2011)                | إسناد كامل                                               | متحف الإرميتاج سان بطرسبرغ روسيا                                                                          | يعتقد أن الرسم تم بيد ليوناردو دافنشي وتلميذه ماركو د. أوجيونو [الإنجليزية]. |
| عذراء الصخور                                        | 7004242780000000000♠     | لوحة زيتية على خشب (نقلت إلى قماش) القياس: 199 × 122 سم، 78.3 × 48.0 إنش                                         | 1483–ق. 1490 (Kemp 2011) 1483–ق. 1485 (Syson 2011)           | إسناد كامل                                               | متحف اللوفر باريس فرنسا                                                                                   | يعتبر معظم المؤرخين أنه أقدم من نسختين. |
| صورة موسيقي                                         | 7003144000000000000♠     | لوحة زيتية على خشب القياس: 45 × 32 سم                                                                            | ق. 1485 (Kemp 2011) ق. 1486–7 (Syson 2011)                   | إسناد كامل                                               | مكتبة الأمبروزيانا ميلان إيطاليا                                                                          | |
| سيدة مع قاقم                                        | 7003210600000000000♠     | لوحة زيتية على خشب القياس: 54 × 39 سم                                                                            | ق. 1490 (Kemp 2011) ق. 1489–90 (Syson 2011)                  | إسناد كامل                                               | متحف تزارتوريسكي [الإنجليزية] كراكاو بولندا                                                               | لاقت هذه اللوحة اعتراضات دائمة في الإسناد منذ عرضها للمرة الأولى عام 1889. فيما دعم إسناد لوحة (Ginevra de' Benci) إسناد هذه اللوحة . عُرفت الشخصية على أنها سيسيليا جاليراني [الإنجليزية]. |
| عذراء الصخور                                        | 7004227400000000000♠     | لوحة زيتية القياس: 189.5 × 120 سم، 74.6 × 47.25 إنش                                                              | ق. 1495–1508 (Kemp 2011) ق. 1491/2–9 and 1506–8 (Syson 2011) | إسناد كامل                                               | المعرض الوطني لندن إنكلترا                                                                                | أسندت لليوناردو بعد أثبات لوحة متحف اللوفر له، من المرجح أنه رسمها بالتعاون مع أمبريو دي بريديس وفنانين آخرين أو وضعت تحت إشرافه ولم يؤكد ذلك. |
| العشاء الأخير                                       | 7005404800000000000♠     | لوحة حصية من تمبرا وجسو القياس: 460 × 880 سم، 181 × 346 إنش                                                      | ق. 1495–8 (Kemp 2011) 1492–7/8 (Syson 2011)                  | إسناد كامل                                               | كنيسة سانتا ماريا ديلي غراسي ميلان إيطاليا                                                                | |
| حداد جميل                                           | 7003272800000000000♠     | لوحة زيتية على خشب القياس: 62 × 44 سم                                                                            | ق. 1496–7 (Kemp 2011) ق. 1493–4 (Syson 2011)                 | إسناد كامل                                               | متحف اللوفر باريس فرنسا                                                                                   | |
| غرفة البرج                                          | 7005500000000000000♠     | غرفة ذات جدران مطلية فريسكو                                                                                      | ق. 1498–9 (Kemp 2011) ق. 1498 (Syson 2011)                   | 7000800000000000000♠                                     | Castello Sforzesco ميلان إيطاليا                                                                          | |
| العذراء والطفل مع القديسة آن والقديس يوحنا المعمدان | 7004149100000000000♠     | كرتون خاص والرسم بالفحم والطبشور الأبيض والأسود القياس: 142 × 105 سم، 55.7 × 41.2 إنش                            | ق. 1499–1500 (Syson 2011) ق. 1506–8 (Chapman 2010)           | إسناد كامل                                               | معرض الفنون لندن انكلترا                                                                                  | |
| Portrait of إيزابيلا ديستي                          | 7003289800000000000♠     | طبشور أسود وأحمر، وألوان شمعية صفراء على ورق القياس: 63 × 46 سم                                                  | ق. 1499–1500 (Syson 2011)                                    | إسناد كامل                                               | متحف اللوفر باريس فرنسا                                                                                   | |
| العذراء تغزل النسيج (The Buccleuch Madonna)         | 7003179952000000000♠     | لوحة خشب بألوان زيتية القياس: 48.9 × 36.8 سم                                                                     | ق. 1501–7 (Kemp 2011) ق. 1499 onwards (Syson 2011)           | اسناد كامل لليوناردو وفنان آخر                           | Duke of Buccleuch collection (on long-term loan to the National Gallery of Scotland, Edinburgh) سكوتلاندا | وُثّق عمل ليوناردو على هذه اللوحة المقدر تاريخها إلى 1501، وقد سلّمت إلى راعيها عام 1507 تظهر هذه اللوحة ولوحة Lansdowne Madonna كون هذه من أعمال دافنشي، لكن كلتاهما لا تظهر أنها مصورة، وإنما تظهر الخطوط المعقدة الواضحة التي تمتاز بها رسوم دافنشي مما يجعلها أحد رسوماته. |
| العذراء تغزل النسيج                                 | 7003182728000000000♠     | (The Lansdowne Madonna) لوحة زيتية على خشب (حولت إلى قماش بعد ذلك وأعيد وضعها على اللوحة) القياس: 50.2 × 36.4 سم | ق. 1501–7 (Kemp 2011)                                        | قيد الرسم من قبل ليوناردو                                | مجموعة خاصة الولايات المتحدة الأميركية                                                                    | |
| سالفاتور مندي                                       | 7003297824000000000♠     | لوحة زيتية على خشب القياس: 45.4 × 65.6 سم، 25.8 × 17.9 إنش                                                       | ق. 1504–7 (Kemp 2011) ق. 1499 onwards (Syson 2011)           | إسناد كامل                                               | مجموعة خاصة نيويورك الولايات المتحدة الأميركية                                                            | Generally accepted تم اكتشاف أنها لوحة ليوناردو المفقودة ، بدلاً من نسخة لاحقة ، أثناء الترميم في 2000s. تم العثور على Pentimenti (تغييرات في التكوين الذي يمكن العثور عليه فقط في عمل أصلي ، بدلاً من نسخة) في إبهام يد المسيح اليمنى وفي أي مكان آخر. |
| العذراء والطفل مع القديسة آن                        | 7004188160000000000♠     | لوحة زيتية على خشب القياس: 168 × 112 سم، 66.1 × 44.1 إنش                                                         | ق. 1508–17 (Kemp 2011) ق. 1501 onwards (Syson 2011)          | إسناد كامل                                               | متحف اللوفر باريس فرنسا                                                                                   | |
| موناليزا, أو الجوكندا                               | 7003407000000000000♠     | لوحة زيتية على أخشاب قطنية القياس: 76.8 × 53.0 سم، 30.2 × 20.9 إنش                                               | ق. 1503–16 (Kemp 2011) ق. 1502 onwards (Syson 2011)          | إسناد كامل                                               | متحف اللوفر باريس فرنسا                                                                                   | |
| رأس امرأة (لوحة) أو La Scapigliata                  | 7002518000000000000♠     | لوحة من الخشب مطلية بطلاء زيتي وكهرمان وأبيض الرصاص القياس: 24.7 ×21 سم                                          | ق. 1508                                                      | إسناد كامل                                               | Galleria Nazionale بارما إيطاليا                                                                          | |
| يوحنا المعمدان                                      | 7003393300000000000♠     | لوحة زيتية على خشب الجوز القياس: 69 × 57 سم، 27.2 × 22.4 إنش                                                     | ق. 1508–16 (Kemp 2011)                                       | إسناد كامل                                               | متحف اللوفر باريس فرنسا                                                                                   | كتب أنطونيو غاديانو: "رسم ليوناردو القديس يوحنا، هذا ما يعد عمله الفني الأخير". |

## الأعمال المتنازع عليها
| اسم اللوحة                               | اللوحة (مرتبة حسب الحجم) | تفاصيل                                               | تاريخ الرسم            | حالة الإسناد | الموقع (مرتبة حسب الدولة)                              |
| ---------------------------------------- | ------------------------ | ---------------------------------------------------- | ---------------------- | --- | ------------------------------------------------------ |
| توبياس والملاك [الإنجليزية]              |                          | Egg tempera on poplar 83.6 × 66 سم                   | ق. 1473 (Kemp 2011)    | A painting by Verrocchio while Leonardo was in his workshop. مارتن كيمب suggests that Leonardo may have painted some part of this work, most likely the fish. David Alan Brown, of the National Gallery in Washington, attributes the painting of the dog to him as well. | المعرض الوطني لندن إنكلترا                             |
| دريفوس                                   | 7002201000000000000♠     | Oil on panel 15.7 × 12.8 سم, 6.13 × 5 in             | ق. 1475–1480           | Previously attributed to Verrocchio or لورينزو دي كريدي. The anatomy of the Christ Child is so poor as to discourage firm attribution by most critics while some believe that it is a work of Leonardo's youth. This attribution was made by Suida in 1929. Other art historians such as Shearman and Morelli attribute the work to Verrocchio. Daniel Arasse discusses this painting as a youthful work in Leonardo da Vinci, (1997). | المعرض الوطني للفنون واشنطن الولايات المتحدة الأميركية |
| الأميرة الجميلة, or La Bella Principessa |                          |                                                      |                        | bodycolour (pastel) on ورق الرق؛ identified as a Leonardo by مارتن كيمب and confirmed using the evidence of a fingerprint. Other experts have not agreed with this attribution. As of 2010 the methods used to analyse the fingerprint have come into question. | مجموعة خاصة سويسرا                                     |
| Portrait of a Lady in Profile            |                          |                                                      | قالب:حواc. 1490        | Generally attributed to Ambrogio de Predis. The face is thought to show the hand of Leonardo. | Pinacoteca Ambrosiana Milan Italy                      |
| The Holy Infants Embracing               |                          |                                                      | c. 1486–1490           | | Several versions in private collections.               |
| باخوس                                    | 7004203550000000000♠     | Oil on walnut panel نقل الرسمات اللوحية 177 × 115 سم | ق. 1513–16 (Kemp 2011) | Disputed Generally considered to be a workshop copy of a drawing. | Louvre Paris France                                    |

## الأعمال الضائعة
| اسم اللوحة           | اللوحة (مرتبة حسب الحجم) | تفاصيل | تاريخ الرسم | حالة الإسناد | الموقع (مرتبة حسب الدولة) |
| -------------------- | ------------------------ | ------ | ----------- | --- | ------------------------- |
| ميدوسا (لوحة)        |                          |        |             | : A juvenile work described by جورجو فازاري. |                           |
| ملاك البشارة         |                          |        | {{1503      | The painting is described by Vasari. A drawing survives among studies for the Battle of Anghiari (see below). The drawing left, known as "Th Incarnate Angel" is a satirical copy, perhaps by سالاي, in the متحف بازل للفنون. |                           |
| معركة أنغياري (لوحة) |                          |        | 1505        | - بيتر بول روبنس, copy of Leonardo's The Battle of Anghiari (pictured). Black chalk, pen and ink heightened with lead white, over-painted with watercolour, 54.2 x 63.7 سم. Musée du Louvre The remains of Leonardo's fresco have been discovered in the Hall of the Five Hundred (Salone dei Cinquecento) in the قصر فيكيو، فلورنسا. |                           |
| ليدا والبجعة         |                          |        | 1508        | There are nine known copies of the painting, including: - تشيزاري دا سيستو, Leda and the Swan (pictured). Oil on wood, 69.5 x 73.7 سم. Wilton House, Wiltshire, United Kingdom - Anonymous, Leda and the Swan. Tempera on wood, 115 x 86 سم. معرض بورغيزي, Rome, Italy                                                                |                           |

## ما تم إسناده حديثا
| اسم اللوحة                                                        | اللوحة (مرتبة حسب الحجم) | تفاصيل                       | تاريخ الرسم | حالة الإسناد | الموقع (مرتبة حسب الدولة)                                           |
| ----------------------------------------------------------------- | ------------------------ | ---------------------------- | ----------- | --- | ------------------------------------------------------------------- |
| Madonna and Child with St Joseph or Adoration of the Christ Child |                          | Tempera on panel القطر 87 سم |             | Previously attributed to فرا بارتولوميو. After recent cleaning, the Borghese Gallery sought attribution as a work of Leonardo's youth, based on the presence of a fingerprint similar to one that appears in The Lady with the Ermine. Result of investigation not available. | Galleria Borghese روما إيطاليا                                      |
| مريم المجدلية                                                     |                          |                              |             | Recently attributed as a Leonardo by Carlo Pedretti. Previously regarded as the work of Giampietrino who painted a number of similar Magdalenes. Carlo Pedretti's attribution of this painting is not accepted by other scholars, eg Carlo Bertelli, (former director of the Brera Art Gallery in Milan), who said this painting is not by Leonardo and that the subject could be a Lucretia with the knife removed.                                                                | مجموعة خاصة سويسرا                                                  |
| المسيح حامل الصليب                                                |                          | Oil on poplar                | ق. 1500     | Previously attributed by Sotheby's to Gian-Francesco de Maineri. Attributed to Leonardo by its present owner. Attribution based on the similarity of the tormentors of Christ to drawings made by Rubens of the Battle of Anghiari. According to Forbes Magazine, Leonardo expert Carlo Pedretti said that he knew of three similar paintings and that "All four paintings, he believed, were likely the work of Leonardo's studio assistants and perhaps even the master himself." | قالب:مجموعة خاصة قالب:سان فرانسيسكو قالب:الولايات المتحدة الأميركية |
| لوحة شخصية لليوناردو دا فنشي [الإنجليزية]                         |                          |                              |             | Discovered in 2008 in a private collection and identified as a self-portrait by Peter Hohenstatt and others. A date in the late 15th or 16th century has been confirmed by scientific testing. Fingerprints match those found on the Lady with the Ermine. Alternately attributed to كريستوفانو ديل ألتيسيمو. | إيطاليا                                                             |

## المخطوطات
| العنوان                      | التاريخ    | عدد الصفحات         | ملاحظات | الموقع                                               |
| ---------------------------- | ---------- | ------------------- | ------- | ---------------------------------------------------- |
| مخطوطة أتلانتيكس             | 1478–1519  | 1,119               |         | مكتبة أمبروسيانا، ميلان، إيطاليا                     |
| مخطوطة أرونديل               | 1480–1518  | 283                 |         | المكتبة البريطانية، لندن، المملكة المتحدة            |
| Codex Trivulzianus           | c. 1487–90 | 55 (بالأصل كانت 62) |         | Italy Biblioteca Trivulziana, قلعة سفورزيسكو، ميلانو |
| Codex on the Flight of Birds | ق. 1505    | 18                  |         | إيطاليا Biblioteca Reale، تورينو                     |
| مخطوطة ليستر                 | 1506–1510  | 72                  |         | الولايات المتحدة مجموعة خاصة                         |

## وصلات خارجية
- Leonardo da Vinci and the Virgin of the Rocks, A different point of view
- Web Gallery of Leonardo Paintings
- Drawings of Leonardo da Vinci